# (6430) 1964 UP
(6430) 1964 UP là một tiểu hành tinh vành đai chính. Nó được phát hiện ở Đài thiên văn Purple Mountain ở Nanjing, China, ngày 30 tháng 10 năm 1964.